# Abe
Abe (安倍川, Abe kava) folyó Japánban, Honsú szigetén, az Akaisi-hegységben. Hossza mindössze 51 km, vízgyűjtő területe pedig 567 km². A Csendes-óceánba ömlik, a Suruga-öbölben. Sizuoka városának fő édesvízforrása. A folyó alsó folyását Tokugava Iejaszu sógun idejében rendezték, vizét napjainkban is a közeli rizsföldek öntözésére használják.